# Deprimometro
Il deprimometro è uno strumento utilizzato per rilevare il tiraggio delle canne fumarie. 
Il principio di funzionamento si basa su due misurazioni di pressione; quella esterna alla canna fumaria e quella interna. La differenza delle due pressioni è indicativa del tiraggio.